# Sparganothis reticulatana
The Reticulated Sparganothis (Sparganothis reticulatana) là một loài bướm đêm thuộc họ Tortricidae. Nó được tìm thấy ở hầu hết miền đông Bắc Mỹ.
Sải cánh dài 15–17 mm. Con trưởng thành bay từ tháng 6 đến tháng 8.
Ấu trùng ăn cây tổng quán sủi, cây táo, ash, aster, beech, cây việt quất, cherry, cây thích, cây sồi và pear.